# 州間高速道路196号線
州間高速道路196号線 （英: Interstate 196、略称: I-196、別名: Gerald R. Ford Freeway）は、アメリカ合衆国ミシガン州の、80.6マイル (129.7 km)を走る州間高速道路96号線の補助的州間高速道路。同州のベントンハーバー、サウスヘイブン、ホランド、グランドラピッズを結ぶ。Gerald R. Ford Freewayという名前は通常、ホランドとグランドラピッズの間のみを指す。 I-196は、南端から国道31号線付近までは南北方向であり、そこから東端までは東西方向となっている。また、2つの州間高速道路通勤別線（Business Loop Interstate 196、略称: BL I-196）と1つの州間高速道路通勤支線（Business Spur Interstate 196、略称: BS I-196）がある。